# 蔟毛复蛛
蔟毛复蛛（学名：Poecilochroa unifascigera）为平腹蛛科复蛛属的动物。分布于日本以及中国大陆的浙江、河南等地，多栖息于草丛石隙间。该物种的模式产地在日本。